# Giannina Braschi
Giannina Braschi (n. 5 februarie 1953, San Juan, Puerto Rico) este o scriitoare portoricană. 
Este autoarea primului roman scris în spangleză, Yo-Yo Boing! (1998), a trilogiei de poezie postmodernă Imperiul Viselor  (1998) și a lucrării de ficțiune filosofică Statele Unite Bananiere (2011), o cronică a experiențelor trăite de imigranții latinoamericani în Statele Unite. Decenii întregi, scriitorii dominicani și portoricani au dus o revoluție lingvistică”, scria The Boston Globe, iar  Braschi, în special în romanul său Yo-Yo Boing!, este o mărturie vie a acestei revoluții.
În timpul adolescenței, în San Juan,  Braschi s-a clasat pe locul întâi la turneul internațional din Puerto Rico al US Tennis Association, devenind cea mai tânără jucătoare de tenis de pe insulă câștigătoare a Women’s Division (1966). Tatăl său, Euripides („Pilo”) Braschi, a fost și el campion la tenis.  Braschi a fost și membru fondator al Corului de Copii din San Juan. A fost, ca adolescentă, și model.

## Influențe literare
În anii 1970, Giannina Braschi a studiat literatura la Madrid, Roma, Paris și Londra, înainte de a se stabili în New York. A obținut doctoratul în literaturi hispanice (State University of New York, Stony Brook, 1980) și a predat la Rutgers University, City University of New York, și Colgate University, unde a deținut poziția de Distinguished Chair of Creative Writing (1997). A fost corespondent străin pentru revista Grazie (2001-2002).
În anii 1980, lucrările de început ale lui Braschi erau unele de tip erudit, preocupându-se de titanii Secolului de Aur spaniol, precum și de poeții avangardiști din America Latină și din Spania. A publicat o carte despre poetul romantic Gustavo Adolfo Becquer și o serie de eseuri despre Cervantes, Garcilaso, César Vallejo, Juan Ramón Jimenez și Federico García Lorca. Ulterior devine preocupată de lucrările dramatice și filosofice ale autorilor francezi, germani, polonezi, irlandezi și ruși. Deși considerate romane, lucrările sale ulterioare de gen mixt sunt experimentale ca stil și formă și elogiază influențele străine. În ediția aniversară de 50 de ani a revistei Evergreen Review, Braschi scrie că se consideră „mai franțuzoaică decât Beckett, Picasso și Gertrude Stein” și crede că este „nepoata lui Alfred Jarry și Antonin Artaud, copilul nelegitim al lui Samuel Beckett și James Joyce, sora vitregă a lui Heiner Müller, ruda destul de apropiată a lui Tadeusz Kantor și iubita lui Witkiewicz”.

## Lucrări de referință
În anii 1980, Giannina Braschi și-a făcut apariția pe scena poeziei nuyoricane cu spectacole de artă orală (spoken word) de intensitate ritmică, pline de umor și politică antiimperialistă. În această perioadă au fost scrise, recitate și publicate în întregime poemele sale în proză. Prima sa colecție de poeme în proză în spaniolă, Asalto al tiempo, a fost lansată la Barcelona în 1980 și a fost urmată de La Comedia profana în 1985 și de El imperio de los sueños în 1988. Orașul New York constituie subiectul și locul în care se petrec cele mai multe dintre acțiunile lucrărilor sale. Într-un episod climatic din Pastoral; or the Inquisition of Memories (Pastorală; sau Inchiziția amintirilor), ciobanii invadează 5th Avenue în timpul Paradei de Ziua Puerto Rico și pun stăpânire pe orașul New York; ciobanii trag clopotele de la Catedrala Saint Patrick și pun stăpânire pe platoul de observație al Empire State Building.
Alicia Ostriker, poet și savant feminist, a apreciat lucrarea Braschi’s Imperiul Viselor, în care apar socializarea de gen și travestiul, pentru „energia erotică absolută care sfidează definiția și dogma”. „Aceste trei cărți premiate au fost publicate împreună ca volum inaugural al Yale Library of World Literature in Translation.” (Braschi 1998: Yo-Yo Boing!: 13)
În anii 1990, Giannina Braschi a început să scrie dialoguri teatrale în engleză, spaniolă și spangleză. Romanul său bilingv Yo-Yo Boing! (Amazon Crossing) are un format experimental și sfidează legile limbii engleze unice, campanile de epurare etnică și cenzura corporatistă.
În 2011, Giannina Braschi a debutat cu Statele Unite Bananiere, prima sa lucrare scrisă în întregime în limba engleză; este vorba de un roman dramatic postmodern despre schimbările de putere în lume după atentatele din 11 septembrie 2001. Lucrarea reprezintă o critică poetică a capitalismului și cenzurii corporatiste din secolul XXI. În 2012, The Economist a inclus  printre cele mai importante surse de declarații îndrăznețe cu privire la economie: „Băncile sunt templele Americii. Acesta este un război sfânt. Economia este religia noastră.” United States of Banana consideră prăbușirea turnurilor gemene ale World Trade Center – evenimentul care a cauzat dezrădăcinarea lui Braschi din cartierul Battery Park, devenit cunoscut drept zona din vecinătatea Ground Zero – drept o rampă de lansare. Braschi scrie despre moartea omului de afaceri, sfârșitul democrației și iluzia că toți oamenii se nasc egali. „Revoluționară atât ca subiect, cât și ca formă, «United States of Banana» reprezintă o declarație de independență personală scrisă cu măiestrie”, declara defunctul editor Barney Rosset, fostul proprietar al Grove Press și redactorul șef al Evergreen Review. Principalele personaje sunt Zarathustra, Segismundo, Hamlet, Giannina și Statuia Libertății; au apariții episodice liderii de stânga ai Americii Latine Fidel Castro, Raul Castro, Hugo Chavez, Cristina Kirchner și Evo Morales.

## Cărți
- Estados Unidos de Banana, AmazonCrossing, Madrid, 2015
- United States of Banana, AmazonCrossing, Seattle, 2011
- Yo-Yo Boing! AmazonCrossing, Seattle, 2011
- Braschi’s Empire of Dreams, AmazonCrossing, Seattle, 2011
- El imperio de los sueños, Editorial de la Universidad de Puerto Rico, Rio Piedras, 2000
- Yo-Yo Boing!, Latin American Literary Review, Pittsburgh, 1998
- Empire of Dreams (English translation by Tess O’Dwyer), Yale University Press, New Haven/London, 1994
- El imperio de los sueños, Anthropos Editorial del hombre, Barcelona, 1988
- Libro de payasos y bufones, Grafica Uno, Giorgio Upiglio, Milan, 1987
- La comedia profana, Anthropos Editorial del hombre, Barcelona, 1985
- Asalto al tiempo, Ambitos Literarios, Barcelona, 1980

## Lucrări științifice
- Breve tratado del poeta artista', Cuadernos Hispanoamericanos, No. 433-36, 1986
- La gravedad de la armonía en ‘Soledades galerías y otros poemas’ de Machado, Plural, 1983
- La poesía de Bécquer: El tiempo de los objetos o los espacios de la luz, Costa Amic, Mexico City, 1982
- La Metamorfosis del ingenio en la Égloga III de Garcilaso, Revista canadiense de estudios hispánicos, 1979
- Cinco personajes fugaces en el camino de Don Quijote, Cuadernos Hispanoamericanos, No. 328, 1977.

## Premii
- National Endowment for the Arts, 1997
- New York Foundation for the Arts, 2010
- PEN American Center's Open Book Award, 1999